# Национален съюз „Победа“
Национален съюз „Победа“ е политическа партия в България, създадена през февруари 2005 година.
Националният съюз „Победа“ определя идеологията си като патриотична социалдемокрация. Мотото на партията е „Заедно напред към победа“. Партията не участва на изборите през юни 2005 година.
Партията е ръководена от Генерален-секретар на централния комитет, избира се за срок от 5 години. След това се нарежда Политическото бюро от 20 члена, избирани за срок от 5 години. На всеки 5 години трябва се провежда национален конгрес, при извънредни случаи може да се проведе Пленум който може да приема устави. Седалището на Национален съюз „Победа“ е в град Пловдив.